# Ла-Уэрта (муниципалитет)
Ла-Уэрта (исп. La Huerta) — муниципалитет в Мексике, в штате Халиско, с административным центром в одноимённом посёлке. Численность населения, по данным переписи 2020 года, составила 23 258 человек.

## Общие сведения
Название La Huerta с испанского языка — сады, плантация.
Площадь муниципалитета равна 2009,5 км², что составляет 2,6 % от общей площади штата, а наиболее высоко расположенное поселение Бетания находится на высоте 583 метра.
Ла-Уэрта граничит с другими муниципалитетами штата Халиско: на севере с Томатланом и Вилья-Пурификасьоном, на востоке с Касимиро-Кастильо и Куаутитлан-де-Гарсия-Барраганом, на юге с Сиуатланом, а на западе омывается водами Тихого океана.

## Учреждение и состав
Муниципалитет был образован 14 ноября 1946 года, по данным 2020 года в его состав входит 108 населённых пунктов, самые крупные из которых:
| Код INEGI                  | Населённый пункт                                                                    | Численность населения (2005 год) | Численность населения (2010 год) | Численность населения (2020 год) |
| -------------------------- | ----------------------------------------------------------------------------------- | -------------------------------- | -------------------------------- | -------------------------------- |
| 043                        | Всего                                                                               | 20161                            | 23428                            | 23258                            |
| 0001                       | Ла-Уэрта (исп. La Huerta) 19°29′06″ с. ш. 104°38′36″ з. д. (административный центр) | 7509                             | 7891                             | 7954                             |
| 0062                       | Ла-Мансанилья (исп. La Manzanilla) 19°17′07″ с. ш. 104°47′13″ з. д.                 | 1037                             | 1305                             | 1592                             |
| 0026                       | Ла-Консепсьон (исп. La Concepción (La Concha)) 19°29′34″ с. ш. 104°33′45″ з. д.     | 1259                             | 1530                             | 1485                             |
| 0036                       | Эмилиано-Сапата (исп. Emiliano Zapata) 19°23′02″ с. ш. 104°57′54″ з. д.             | 1223                             | 1339                             | 1352                             |
| 0146                       | Перула (исп. Pérula) 19°35′31″ с. ш. 105°07′25″ з. д.                               | 530                              | 793                              | 1076                             |
| 0041                       | Франсиско-Вилья (исп. Francisco Villa) 19°23′12″ с. ш. 104°58′09″ з. д.             | 802                              | 898                              | 865                              |
| 0033                       | Чамела (исп. Chamela) 19°31′36″ с. ш. 105°04′26″ з. д.                              | 139                              | 143                              | 175                              |
| —                          | Прочие                                                                              | 7662                             | 9529                             | 8759                             |
| Названия на карте Генштаба |                                                                                     |                                  |                                  |                                  |

## Экономическая деятельность
По статистическим данным 2000 года, работоспособное население занято по секторам экономики в следующих пропорциях:
- сельское хозяйство, животноводство и рыбная ловля — 36,2 %;
- промышленность и строительство — 19,1 %;
- торговля, сферы услуг и туризма — 42,8 %;
- безработные — 1,9 %.

## Инфраструктура
По статистическим данным 2020 года, инфраструктура развита следующим образом:
- электрификация: 98,8 %;
- водоснабжение: 78,1 %;
- водоотведение: 98,2 %.